# Friederike Mey

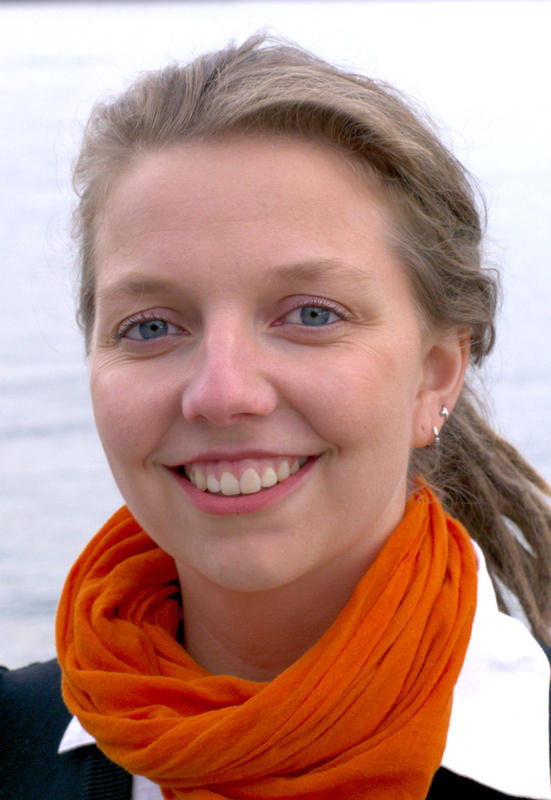
Friederike Mey in Kiel 9. Okt. 2016

Friederike Mey (* 1991) ist eine deutsche Politikerin der deutschen Piratenpartei und ehemalige Vorsitzende des Landesverbandes Schleswig-Holstein.
Mey lebt in Kiel und studiert Rechtswissenschaften. Sie war Co-Spitzenkandidatin der Piratenpartei und Direktkandidatin im Wahlkreis Nordfriesland-Süd für die Landtagswahl in Schleswig-Holstein 2017. Sie wurde mehrmals ins Landesschiedsgericht der schleswig-holsteinischen Piraten gewählt. Mey war persönliche Mitarbeiterin des Landtagsabgeordneten und Fraktionsvorsitzenden Patrick Breyer und wurde nach einem Vorschlag der Piratenfraktion im 18. Schleswig-Holsteinischen Landtag Mitglied der am 12. Februar 2017 tagenden 16. Bundesversammlung. Sie wurde nach der Wahlniederlage der Piraten bei der Landtagswahl vom 7. Mai 2017 am 15. Juli 2017 zur neuen Landesvorsitzenden der Partei in Schleswig-Holstein gewählt. Sie trat auf dem Landesparteitag am 25. November 2018 in Neumünster nicht wieder an. Ihr Nachfolger im Amt als Landesvorsitzender wurde Joachim Rotermund.